# Song (district)
Song is een district in de Maleisische deelstaat Sarawak.
Het district telt 20.600 inwoners.